# Pierre Bailly
Pour les articles homonymes, voir Bailly.
Pierre Bailly, né le 29 novembre 1970 à Alger, est un dessinateur belge de bande dessinée, connu pour la série Petit Poilu.

## Biographie
Pierre Bailly naît le 29 novembre 1970 à Alger, issu d'une famille dont les parents travaillent dans la coopération internationale et dont le père François Bailly est avocat.
Très jeune, il rejoint la Belgique, à Marche-en-Famenne. Inscrit à la section BD de Pierre Pourbaix et Marc Sevrin de l'Institut Saint-Luc de Bruxelles, il rencontre Vincent Mathy, avec lequel il mène un petit projet éditorial. Il s'inscrit ensuite à l'école d'animation de La Cambre.
Il dessine ensuite, durant cinq années, la série Gugusse, avec Benoît Feroumont, sur des scénarios écrits par Jean-Louis Troquet. Il s'associe ensuite à Lapière ; les deux collaborateurs publient La Saison des anguilles dans la collection « Long Courrier » chez Dargaud, cet album se voit décerner le prix du meilleur album de l'année lors du festival BD de Charleroi en 1996. Dans les années 1990, il retrouve Vincent Mathy et Denis Lapière pour la série Ludo, aux éditions Dupuis.
En 2007, il crée, avec sa compagne Céline Fraipont, la série destinée aux tout-petits Petit Poilu. La série, dont plus de 950 000 exemplaires ont été vendus en 2021, compte 31 titres en 2025 et fait l'objet d'une adaptation en dessin animé pour la chaine télévisée pour enfants Piwi+, la série compte 78 épisodes en 2016-2017.
En 2014, il crée graphiquement Le Muret, sur un scénario de sa compagne. Ce roman graphique est favorablement reçu : il est couronné BD du mois de février 2014 par Monique Younès de RTL et reçoit le prix Prix Région centre la même année.
En 2023, dans le cadre du BD Comic Strip Festival, la série Petit Poilu reçoit le prix de la Fédération Wallonie-Bruxelles en bande dessinée.
Parallèlement à sa carrière de dessinateur, Pierre Bailly enseigne à l'Institut Saint-Luc de Bruxelles.

## Œuvres publiées

### Albums de bande dessinée

#### Romans graphiques
- La Saison des anguilles, Dargaud, coll. « Long courrier », Paris, 1996
Scénario : Denis Lapière - Dessin : Pierre Bailly - (ISBN 2-205-04323-4)
- Anguille crue avec Lapière, La Cafetière, 1997.
- Anguille crue, Rêve-en-Bulles - Oro Productions, 1998
Scénario : Denis Lapière - Dessin : Pierre Bailly
- Lea avec Céline Fraipont, Enigma, 1998.
- Agadamgorodok[35], Dupuis, coll. « Aire libre », Marcinelle, 2003
Scénario : Denis Lapière - Dessin et couleurs : Pierre Bailly - (ISBN 2-8001-3373-2)
- Le Muret[13],[36],[37], Casterman, coll. « Écritures », Paris, 2014
Scénario : Céline Fraipont - Dessin : Pierre Bailly - Couleurs : noir et blanc - (ISBN 978-2-203-08146-8)

### Illustrations
- Seeker[38], roman de William Nicholson (2006)
- Jango[38], roman de William Nicholson (2007)
- Noman[38], roman de William Nicholson (2008).

### Revues
- Je bouquine, nos 190 (1999), 216 (2002), 232 (2003)[39].

### Expositions
- Une exposition ludique et interactive Petit Poilu se tient à la maison culturelle de Quaregnon du 8 mai au 6 juin 2015[39].
- Carrément Poilu[40],[41], Centre belge de la bande dessinée, Bruxelles du 22 octobre 2022 au 14 août 2023.

## Prix
- 1996 : 
  -  prix du meilleur album de l'année pour La Saison des Anguilles avec Denis Lapière lors du Festival BD de Charleroi[4] ;
  -  prix décerné au festival de Sérignan[42] avec Denis Lapière pour La Saison des Anguilles ;
- 1997 :    prix interfestival[43] décerné par les responsables des festivals de Illzach, Audincourt, Chambéry, Saint-Malo, Sierre, Maisons-Laffitte, Martignas, Cousance, Carros, Colomiers et Coxyde avec Denis Lapière pour La Saison des Anguilles ;
- 1998 :  prix de l'enseignement 41 pour le Jeune Public pour Ludo avec Denis Lapière et Vincent Mathy[14] ;
- 2014 :  Prix Région centre pour Le Muret avec Céline Frépont, décerné lors du festival BD BOUM de Blois[14] ;
- 2015 : prix Scam Belgique (Société civile des auteurs multimédia, Belgique), catégorie Texte et image, partagé avec  Céline Frépont[44] ;
- 2023 : prix de la Fédération Wallonie-Bruxelles en bande dessinée pour la série Petit Poilu[15].

#### Livres
: document utilisé comme source pour la rédaction de cet article.
- Jean Pirotte (dir.) et Luc Courtois, Du régional à l'universel. : L'imaginaire wallon dans la bande dessinée., Louvain-la-Neuve, Fondation wallonne Pierre-Marie et Jean-François Humblet, 1999, 310 p. (ISBN 978-2-9600072-3-7 et 2960007239, OCLC 1075833932), p. 205 lire sur Google Livres
- Jacques Fiérain, « Bailly, Pierre », dans La BD dans les provinces de Liège, Namur et Luxembourg, Charleroi, Éd. l'Âge d'or, 2004, 112 p., ill. ; 31 cm (ISBN 9782960019698, OCLC 470388297, présentation en ligne), p. 6.
- Henri Filippini, « Ludo », dans Dictionnaire de la bande dessinée, Paris, Bordas, 2005, 912 p., ill. ; 27 cm (ISBN 978-2-0358-4331-9 et 2047299705, OCLC 1009545288, présentation en ligne), p. 392-393. .
- Henri Filippini, « Bailly Pierre », dans Dictionnaire de la bande dessinée, Paris, Bordas, 2005, 912 p., ill. ; 27 cm (ISBN 978-2-0358-4331-9 et 2047299705, OCLC 1009545288, présentation en ligne), p. 698. .
- Patrick Gaumer, Dictionnaire mondial de la BD, Paris, Larousse, 2010, 953 p., ill. ; 27 cm (ISBN 978-2-0358-4331-9 et 2-0358-4331-6, OCLC 920924930, présentation en ligne), p. 506, 799. .

#### Périodiques
- Jean-Pierre Fuéri, « La Galerie des illustres », Spirou, Dupuis, no 3738,‎ 2 décembre 2009.
- Damien Perez, « En direct de la rédak : Les petits bonheurs de Pierre Bailly », Spirou, Dupuis, no 4019,‎ 22 avril 2015 (ISSN 0771-8071)
- Paul Satis, « Bienvenue dans mon atelier : Pierre Bailly », Spirou, Dupuis, no 4346,‎ 28 juillet 2021 (ISSN 0771-8071).

#### Articles
- Pierre Bailly (interviewé par Nicolas Anspach), « Pierre Bailly : « Il faut faire confiance aux enfants ! », ActuaBD,‎ 11 septembre 2007 (lire en ligne, consulté le 30 janvier 2023).
- Céline Fraipont et Pierre Bailly (interviewés par Olivier le Bussy), « Rosie, ou la vie en noir », La Libre Belgique,‎ 13 mars 2014 (lire en ligne, consulté le 7 novembre 2024).

### Émissions de télévision
- Marche : Pierre Bailly, dessinateur de 'Petit Poilu', dédicace dans sa ville émission du 24 novembre 2017 présentée par S. Lambrecht sur TV Lux (3 min 4 s).